# 山岡景友
山岡 景友（やまおか かげとも）は、戦国時代から安土桃山時代にかけての僧侶、大名、武将。豊臣秀吉の御伽衆。江戸時代初期の大名で、常陸国古渡藩の初代藩主。後年、再び剃髪して道阿弥と号したため、山岡 道阿弥（やまおか どうあみ）の名でも知られる。

## 生涯
天文9年（1540年）、六角氏家臣の勢多城主山岡景之の四男として誕生した。初名は景宗。甲賀を出自とする一族の出身である。
領内にあった園城寺光浄院の住持となり、号を暹慶（せんけい）とした。室町幕府の奉公衆と親しく、政所代の蜷川親長とも親交があった。
15代将軍・足利義昭により幕臣に取り立てられ、『耶蘇通信』では「将軍の寵臣」との記述がある。
元亀2年（1571年）、三淵藤英と共に大和国の筒井順慶の救援に出陣し、松永久秀と戦った。
元亀3年（1572年）5月8日、義昭により、上山城の守護に補任された。将軍の守護補任権行使の一例だが、どの程度の実質的な権限を伴っていたかは不明。
元亀4年（1573年）、織田信長と義昭の戦いが始まり、信長包囲網が敷かれると、他の兄弟が織田氏方に付く中で、暹慶は義昭に従った。
同年2月、磯谷久次、渡辺昌らと近江国石山・今堅田に兵を入れ、暹慶自ら石山城に立て籠もり抗戦した（石山城・今堅田城の戦い）。しかし、同月26日に織田家臣の柴田勝家に攻められ、織田方に付いていた兄・景隆の説得を受け降伏・開城した。
義昭追放後、還俗して「山岡八郎左衛門尉景友」と称し、信長に仕えた。織田家へ仕官後は兄らと共に佐久間信盛の与力となったと考えられており、信盛追放後に高野山へ信盛を訪ねている記録が残る。
天正10年（1582年）6月、本能寺の変で信長が横死すると、兄・景隆と共に行動し、明智光秀の降誘を拒絶。瀨田の橋を落とし、浦々の川船を隠して、その軍の近江進撃を妨害した。その後、兄らと勝家に与し、賤ヶ岳の戦いの後、羽柴秀吉により景隆が改易されたため、景友も失領した。
天正12年（1584年）の小牧・長久手の戦いでは織田信雄方に属して、佐久間信栄に従って信雄方の伊勢国峯城を守った。しかし程なく天下人に台頭した秀吉の家臣となって、所領を安堵され、後に御伽衆にも加えられた。再び剃髪して道阿弥と号した。なお、領地の関係で大津城主の京極高次とも親しかった。
慶長3年(1598年)の秀吉の死により遺物金5枚を拝領。以後は黒田長政らを通じて徳川家康に接近し、度々、その使者として活動。
慶長4年（1599年）3月、家康の使いとして病床にあった前田利家を訪問するため大坂に行き、藤堂高虎宅に居候して家康方諸将との連絡役を務めた。12月8日には家康の茨木放鷹に扈従した。
慶長5年（1600年）、7月の家康の会津遠征に同行。畿内にいた弟・景光には石田三成が挙兵した場合には伏見城の籠城に加わるように指示した。開戦すると道阿弥は先だって伊勢に下向し、福島高晴の軍に加わって伊勢長島城の守備に参加した。関ヶ原の戦いの本戦で東軍が勝利したと知ると伊勢長島より関ヶ原に向かうが、途中で長束正家の軍勢に遭遇。追撃する東軍諸将（池田長吉、亀井茲矩）の軍勢に加わってこれと戦い、正家が逃げ込んだ近江水口城の攻略でも功績があった。さらに伊勢桑名城攻略を進言し、九鬼守隆・池田長幸・寺沢正成（広高）とこれを攻めた。桑名城では氏家行広・行継兄弟、寺西直次らが籠城したが、東軍が迫ると投降した。神戸城の滝川雄利、亀山城の岡本宗憲は、逃亡、投降したので、両城を接収した。また、水口城の落城の際に正家の弟・玄春を捕虜にしたが、玄春は西軍の伏見城攻囲の際に甲賀の士の妻子を磔にしていたので、大津で拝謁した家康の許可を得てこれを斬った。家康は、近江国内で9,000石と伏見城落城で討ち死にした甲賀の士の子孫10騎100卒からなる甲賀組を、道阿弥に与えた。
同年10月、小野木公郷の籠もる福知山城攻囲に派遣され、降伏開城して城下の浄土寺に蟄居していた公郷を自害させた。この功績により、家康より肩衝の茶入（道阿弥肩衝）を賜り、伏見城の新宮門と邸宅を与えられた。また高野山に籠った京極高次の下山説得にも尽力した。
慶長8年（1603年）、伏見邸宅に家康が訪れた時、良光の短刀を授けられた。
同年10月3日、加増され、常陸古渡1万石の大名となったが、12月20日に死去。享年64（62とも）。婿養子の景本は幼かったので嗣子として認められず取り潰しとなり、藩は無嗣除封で改易となった。徳川家の御家人だった甥・景以（景本の実父）が養子となって家督を継ぐことが許されたが、甲賀組を預かるも、禄は3,000石であった。